# Anthony Bluff
Das Anthony Bluff ist ein markantes, 634 m hohes Felsenkliff an der Hillary-Küste in der antarktischen Ross Dependency. Es ragt entlang der Südflanke des Mulock-Gletschers in einer Entfernung von 14,5 km nordwestlich des Kap Lankester auf.
Das Advisory Committee on Antarctic Names benannte es 1965 nach Captain Alexander E. Anthony Jr. von der United States Air Force, Verantwortlicher für Wissenschaft und Publikationen im Stab der Offiziere des United States Antarctic Program zwischen 1963 und 1965.